# Castniidae
Castniidae, hay bướm đêm castniid, là một họ nhỉ bướm đêm có ít hơn 200 loài. Phần lớn là miền Tân nhiệt đới và vài loài ở Úc và ít loài hơn ở châu Á. Chúng bao gồm bướm đêm kích thước vừa cho đến rất lớn.

## Hình ảnh

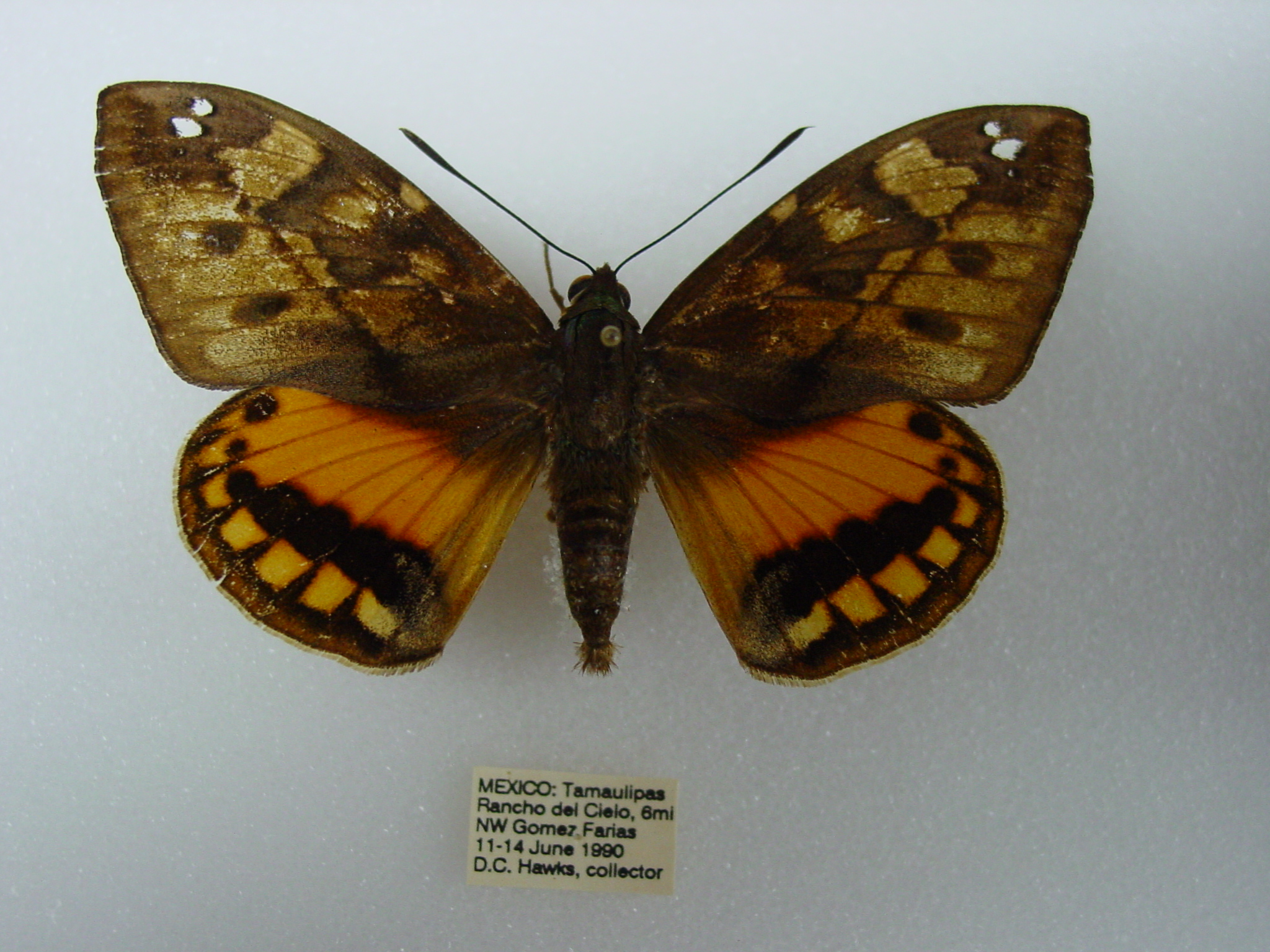
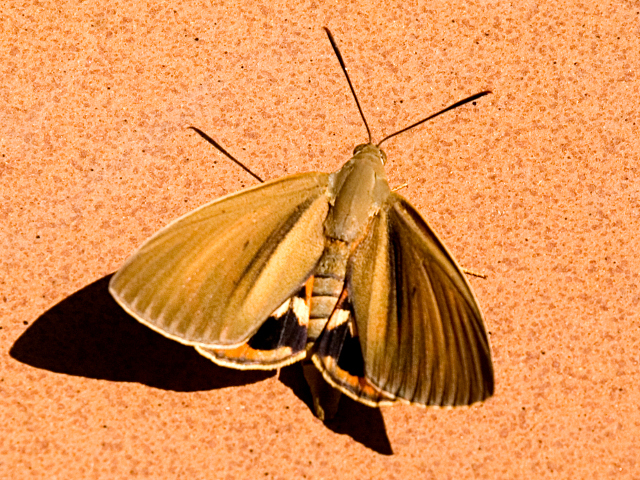
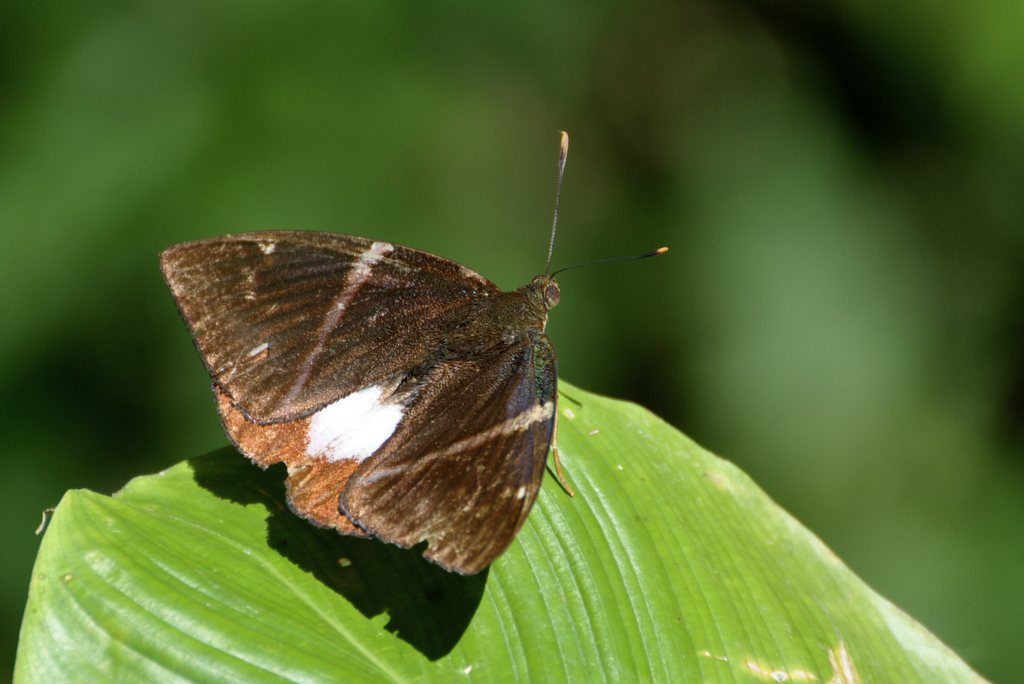
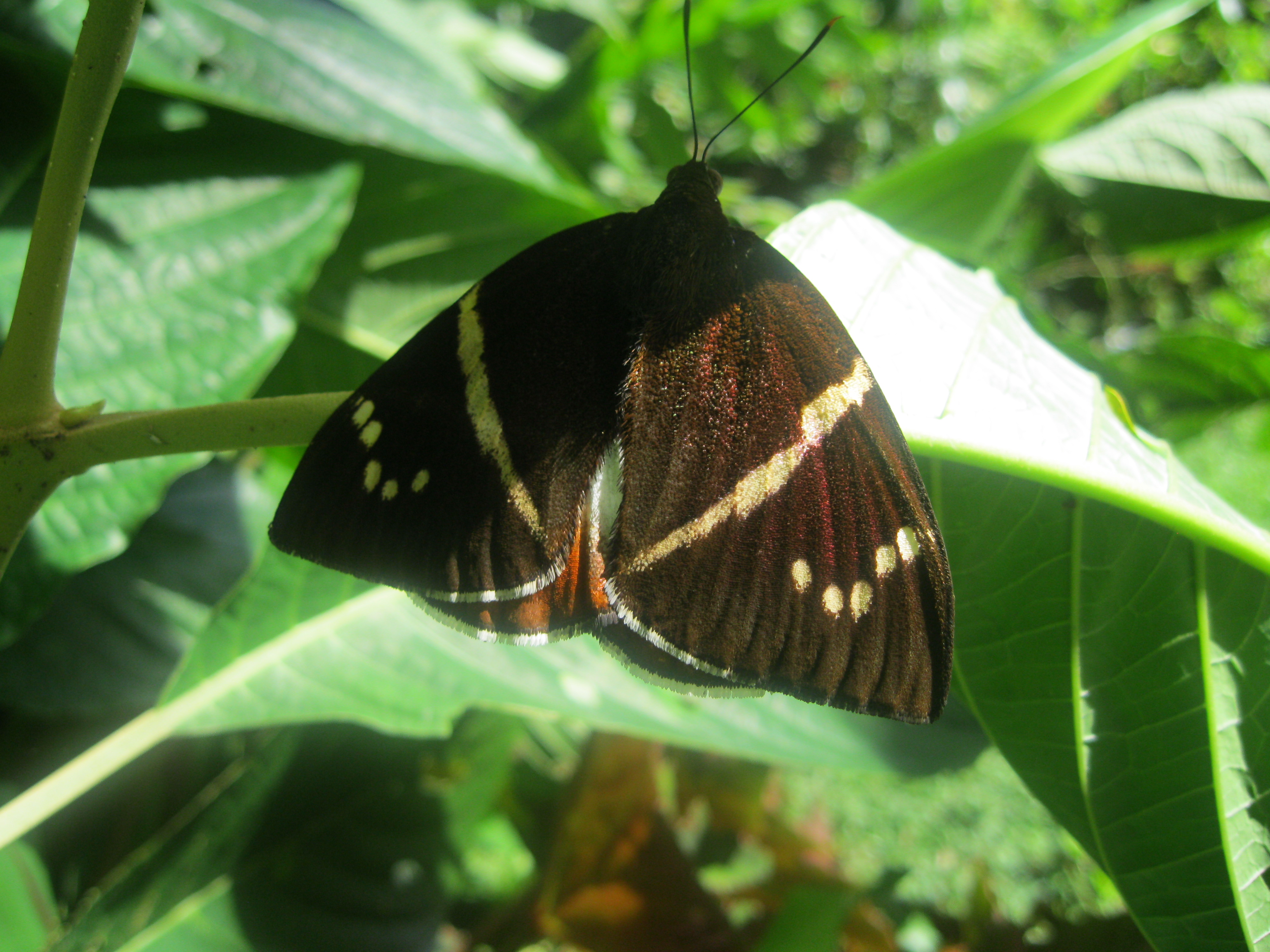